# カザーレ・リッタ
カザーレ・リッタ（伊: Casale Litta）は、イタリア共和国ロンバルディア州ヴァレーゼ県にある、人口約2,700人の基礎自治体（コムーネ）。

## 地理

### 位置・広がり

#### 隣接コムーネ
隣接するコムーネは以下の通り。
- ボーディオ・ロンナーゴ
- クロージオ・デッラ・ヴァッレ
- ダヴェーリオ
- イナルツォ
- モルナーゴ
- ヴァラーノ・ボルギ
- ヴェルジャーテ

### 地震分類
イタリアの地震リスク階級 (it) では、4 に分類される
。

## 行政

### 分離集落
カザーレ・リッタには、以下の分離集落（フラツィオーネ）がある。
- Bernate, Gaggio, San Pancrazio, Tordera, Villadosia, Bosco Grande

## 自然・環境
沼地の複合体である Palude Brabbia は、ラムサール条約の定める「国際的に重要な湿地」に登録されている（カッツァーゴ・ブラッビア、イタリアのラムサール条約登録地一覧も参照）。